# Ivan Ratkić
Ivan Ratkić (Zagreb, 22 februari 1986) is een Kroatisch voormalige alpineskiër. Hij nam tweemaal deel aan de Olympische Winterspelen, maar behaalde geen medaille.

## Carrière
Ratkić maakte zijn wereldbekerdebuut in november 2007 tijdens de supercombinatie in Beaver Creek. Hij stond nooit op het podium van een wereldbekerwedstrijd.
Tijdens de Olympische Winterspelen 2006 eindigde Ratkić 36e op de Super G. Op de combinatie en de reuzenslalom haalde hij de finish niet. Vier jaar later, op de Olympische Winterspelen 2010 in Vancouver eindigde hij 26e op de Super G.

## Resultaten

### Wereldkampioenschappen
| Jaar | Plaats      | Resultaten                                   |
| ---- | ----------- | -------------------------------------------- |
| 2005 | Bormio      | 38e Reuzenslalom DNF2 Slalom                 |
| 2007 | Åre         | 31e Supercombinatie 45e Afdaling 51e Super G |
| 2009 | Val-d'Isère | 13e Supercombinatie 31e Super G              |

### Olympische Spelen
| Jaar | Plaats    | Resultaten                                    |
| ---- | --------- | --------------------------------------------- |
| 2006 | Turijn    | 36e Super G DNF Combinatie DNF1 Reuzenslalom  |
| 2010 | Vancouver | 26e Super G 41e Afdaling DNF1 Supercombinatie |

### Wereldbeker

#### Eindklasseringen
| Seizoen   | Algm | SC  |
| --------- | ---- | --- |
| 2009/2010 | 154e | 49e |